# Igor Milanović
Igor Milanović (en serbe : Игор Милановић, né le 18 décembre 1965) est un joueur et entraîneur de water-polo yougoslave (serbe), double champion olympique.